# Valeria Golino
Valeria Golino (Nàpols, 22 d'octubre de 1965) és una actriu i directora italiana de cinema i televisió. És principalment coneguda com actriu pel seu paper com a Susanna en la pel·lícula Rain man (1988). Així mateix, va dirigir la seva primera pel·lícula, Miele, amb la qual va guanyar un Commendation en el Festival Internacional de Cinema de Canes de 2013. De la mateixa manera, ha sigut galardonada amb els premis David di Donatello i Nastro d'Argento i la Copa Volpi per la millor interpretació femenina. És una de les quatre actrius que ha guanyat dos cops el premi a millor actriu en el Festival Internacional de Cinema de Venècia.

## Biografia
És filla d'un germanista italià i una pintora grega, i una de les seves àvies era francoegípcia. Quan els seus pares es van separar va créixer entre Atenes i Sorrento (Itàlia), i a onze anys va fer una estada de sis mesos a Chicago, on va aprendre anglès. Amb aquella mateixa edat, li van diagnosticar escoliosi i durant cinc anys li van haver d'implantar una vareta d'acer a l'esquena. Tot i que de petita volia ser cardiòloga, amb catorze anys va començar a fer de model a Atenes, Milà, Londres i Los Angeles. Anys després va treballar en anuncis de televisió de cervesa, perfums i cosmètics, i va fer de model per anuncis de banyadors i texans. Al ser una estudiant desenfocada, va abandonar l'institut després d'actuar en la seva primera pel·lícula, Scherzo del destino en agguato dietro l'angolo come un Brigante da strada, l'any 1983.

## Filmografia

### Cinema i televisió
- Scherzo del destino en agguato dietro l'angolo come un Brigante da strada (1983)
- Sotto... Sotto ... sotto (1984) - cameo
- Blind Date (1984) - Chica en Bikini
- Piccoli fuochi (1985) – Mara
- Storia d'amore (1986) - Bruna Assecondati
- Detective School Dropouts (1986) - Caterina
- Figlio mio infinitamente caro (1987) - Francesca
- Dernier été à Tanger (1987) - Claudia Marchetti
- Gli occhiali d'oro (1987) - Nora Treves
- Paura e amore (1988) – Sandra Parini
- Big Top Pee-wee (1988) - Gina Piccolapupula
- Rain Man (1988) – Susanna
- Torrents of Spring (1989) - Gemma Rosselli
- Traces of an Amorous Life (1990)
- The King's Whore (1990) - Jeanne de Luynes
- Hot Shots! (1991) - Ramada Thompson
- The Indian Runner (1991) - Maria
- Year of the Gun (1991) - Lia
- Puerto Escondido (1992) - Anita
- Fallen Angels (serie de televisión, episodio "Red Wind") (1993) - Eugenie Kolchenko
- Hot Shots! Part Deux (1993) - Ramada Rodham Hayman
- Amnèsia Perillosa (1994) - Sarah Novak/Beth Holly
- Like Two Crocodiles (1994) - Marta
- Immortal Beloved (1994) - Giulietta Guicciardi
- Submission (cortometraje, 1995)
- Leaving Las Vegas (1995) - Terri
- Four Rooms (1995) - Athena
- Il fratello minore (cortometraje, 1996)
- Danza della fata confetto (cortometraje) (1996) - Secretaria
- Escoriandoli (1996) - Ida
- Escape from L.A. (1996) - Taslima
- I Sfagi tou kokora (1996)
- An Occasional Hell (1996) - Elizabeth Laughton
- Le Acrobate (1997) - Maria
- Alexandria Hotel (1998) - Justine
- L'Albero delle Pere (1998) - Silvia
- Side Streets (1998) - Sylvie Otti
- Spanish Judges (1999) - Jamie
- La vita che verrà (miniserie de televisión, 1999) - Nunzia
- Harem Suaré (1999) - Anita
- Tipota (cortometraje, 1999) - Actriz
- To Tama (2000)
- Coses que diries només de mirar-la (2000) - Lilly
- Ivansxtc (2000) - Constanza Vero
- Controvento (2000) - Nina
- Hotel (2001) - Actriz italiana
- L'Inverno (2002) - Anna
- Respiro (2002) - Grazia
- Frida (2002) - Guadalupe Marín
- Julius Caesar (telefilm, 2002) - Calpurnia
- Take Me Away (2003) - Luciana
- San Antonio (2004) - La mujer italiana
- Vivo (2004) - Elisa
- Assumptes pendents (2004) - Camille Vrinks
- Mario de la Guerra (2005) - Julia
- Texas (2005) - María
- Olé! (2005) - Carmen Holgado
- Il Sole Nero (2006) - Agata
- Ma place au soleil (2006)
- Actrices (2006)
- A Casa Nostra (2006) - Rita
- La noia del llac (2007) - Chiara
- Lascia perdere Johnny (2007)
- Caos tranquil (2008)
- Ca$h (2008)
- La Fabbrica dei Tedeschi (2008)
- Giulia non esce la sera (2009)
- Les Beaux gosses (2009)
- L'amore buio (2009)
- Come il vento (2013) - Armida
- Il capitale umano (2013) - Roberta
- Jacky in Women's Kingdom (2014)
- Euforia (2018)
- El color oculto de las cosas (2017)
- 5 è il numero perfetto (2019) - Rita
- Retrat d'una dona en flames (2019)
- The Morning Show (2021) - Paola Lambruschini

### Com a directora
- Miele (2013)